# Гангська м'якопанцирна черепаха
Гангська м'якопанцирна черепаха (Aspideretes gangeticus) — вид черепах, поширений в Південній Азії, в річках Ганг, Інд і Маханаді.

## Опис
Загальна довжина карапаксу коливається від 70 до 94 см. Карапакс має круглу або частіше овальну форму. У самці більш довгі й товсті хвости, ніж у самиць.
Карапакс оливкової або зеленого кольору. Часто на панцирі є чорні круги або нечіткі смуги. Голова зазвичай світла з темними смугами, що утворюють діадему.

## Спосіб життя
Полюбляє річки, ставки, канали з мулистим або піщаним дном. Харчується молюсками, комахами, рибою, амфібіями, водними птахами, водними рослинами, падлом.
Самці під час сезону розмноження починають доглядати за самицями наступним чином: вони загороджують дорогу самиці, повільно починають плавати навколо неї колами, поступово звужуючи їх, поки не з'явиться позаду самиці, після чого залазять на неї.
Парування відбувається з травня по січень з піком активності у грудні та січні. Відкладання яєць відбувається з кінця липня до кінця жовтня. Самиці риють ямки глибиною 17—41 см на піщаних берегах річок. У кладці 8—47 (частіше 15—20) білих сферичних яєць (23—34 мм). Термін інкубації 251—310 днів. Розмір новонароджених 43—47 мм й вага 9—12 г.